# Mikkel Brænne Sandemose
Mikkel Brænne Sandemose, född 4 september 1974 i Oslo, är en norsk filmskapare. Han är utbildad vid Film & TV-akademiet och är medgrundare till produktionsbolaget Pravda. Han gjorde reklamfilm, musikvideor och kortfilmer innan han debuterade som långfilmsregissör med skräckfilmen Kallt byte III från 2010. År 2013 kom Mysteriet Ragnarök, en familjeäventyrsfilm som är inspirerad av amerikanska filmer som Indiana Jones och Jurassic Park. Hans nästa projekt är Askeladden – i Dovregubbens hall, en norsk storfilm som bygger på folksagor som Peter Christen Asbjørnsen och Jørgen Moe samlade in på 1800-talet.

## Filmregi
- Inn i mørket (1998) - kortfilm
- Dagen jeg drepte en syklist (1999) - kortfilm
- Kallt byte III (Fritt vilt III) (2010)
- Mysteriet Ragnarök (Gåten Ragnarok) (2013)
- Askeladden – i Dovregubbens hall (2016)